# Акушерская кровать

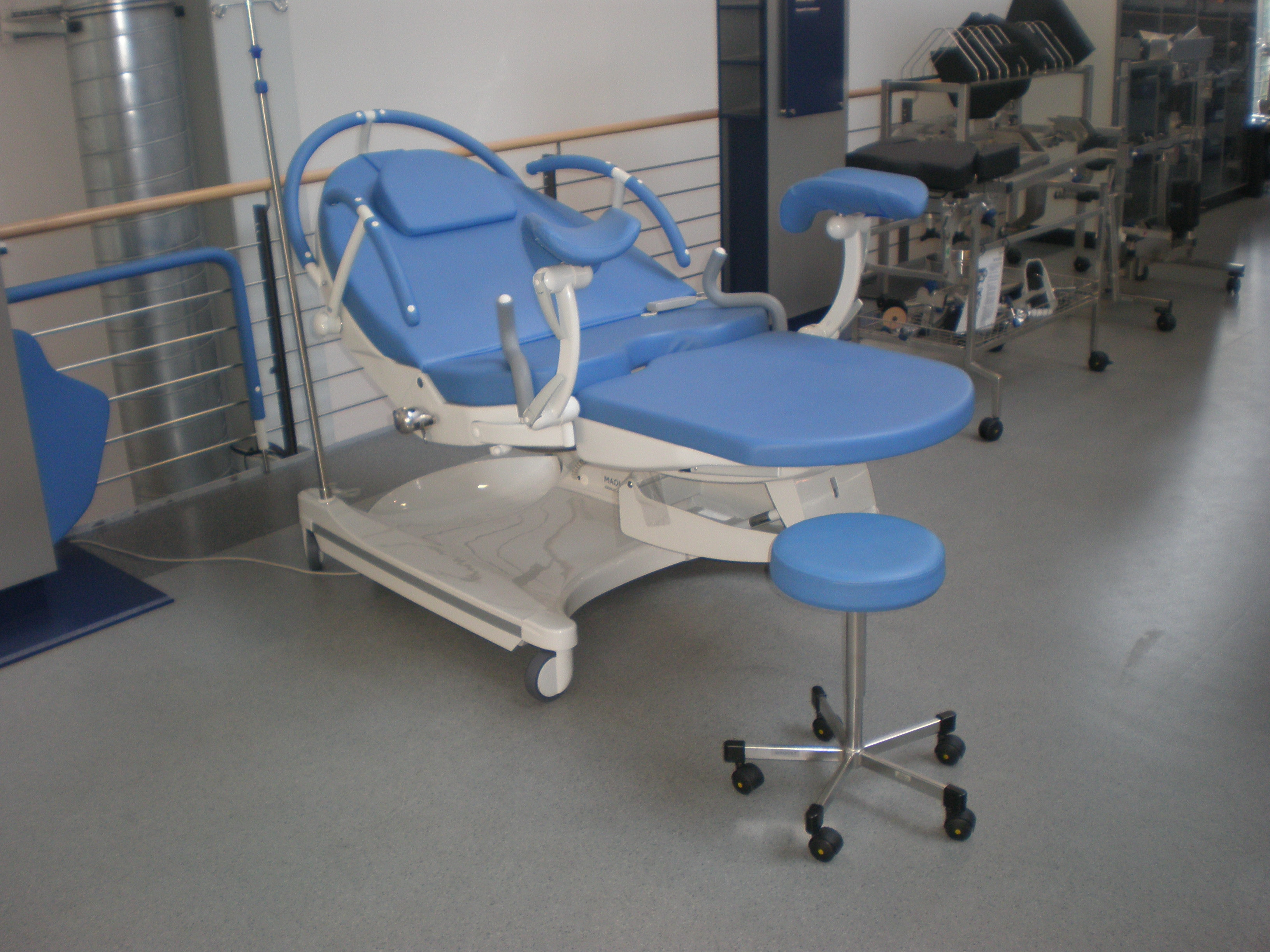
Акушерское кресло-кровать

Акушерская кровать или кровать Рахманова — специальная медицинская кровать, предназначенная для обеспечения роженице удобного и безопасного расположения на каждом этапе родов.
Также существуют гинекологические кресла с возможностью трансформации для приёма родов — акушерские кресла-кровати.
Современная акушерская кровать имеет электрорегулировки высоты и положения, встроенную функцию массажа поясницы для облегчения болей при схватках, систему пневмоподдержки поясницы, подсветку, эргономичные поручни для рук.
Акушерская кровать может раскладываться в горизонтальное положение, обеспечивая тем самым полноценный сон роженице, а при наступлении момента родов меньше, чем за минуту превращается в акушерское кресло.